# کیک کنجد
کیک کنجد (انگلیسی: Sesame seed cake) کیکی است که از دانه‌های کنجد تهیه می‌شود که اغلب با عسل به عنوان شیرین کننده ترکیب می‌شود.